# گاسپار
گاسپار (به انگلیسی: Gaspar) که با نام‌های کاسپر، کاسپار، یاسپار، کسپر و سایر گونه‌های نوشتاری نیز شناخته می‌شود یکی از سه مغ ایرانی بود که همراه با ملکیور و بالتازار، در روایت کتاب مقدس از مجوسیان یا خردمندان کتاب متی (2:1-9) یاد شده است. اگرچه در انجیل مشخص نشده که مجوسیان چه کسانی بودند، اما از قرن هفتم میلادی، در مسیحیت غربی آنان را با نام‌های گاسپار، ملکیور و بالتازار معرفی کرده‌اند. کلیسای کاتولیک این سه تن را قدیس می‌داند.

## ریشۀ نام
به طور کلی پذیرفته شده که گاسپار یکی از مغ کتاب مقدس بوده که به دیدار عیسیِ نوزاد رفتند و هدایایی از طلا، کندر و مُر به همراه داشتند. با این حال، در منابع علمی دربارۀ نام او اختلافاتی وجود دارد. تفاوت‌های منطقه‌ای و زبانی باعث شده است که این نام در دوره‌های مختلف به شکل‌های گوناگون نوشته شود.
نام یاسپار یا کاسپر از "گاسپار" گرفته شده و خودِ "گاسپار" از واژه‌ای کهن در زبان کلدانی، یعنی "گیزبار" مشتق شده است. طبق کتاب استرانگ، "گیزبار" به معنای "خزانه‌دار" است و این واژه در نسخۀ عبری کتاب عزرا (1:8) نیز دیده می‌شود. در واقع، واژۀ امروزی "خزانه‌دار" در زبان عبری همچنان "گیزبار" است. در سدۀ اول پیش از میلاد، ترجمۀ یونانی کتاب مقدس، این واژه را در عزرا 1:8 به صورت "گاسبارینو" ترجمه کرد که به معنای "فرزند گاسبار" است.

## زادگاه او
کتاب مقدس مشخص نمی‌کند که مجوسیان اهل کجا بودند؛ اما طبق روایات سنتی، آن‌ها ستاره‌شناسانی بودند که با مطالعۀ ستارگان به تولد مسیح پی بردند [بنابر تحقیقات صورت گرفته در این زمینه، این سه مغ روحانیون زرتشتی - ایرانی بودند که در زمان شاهنشاهی اشکانی در ایران می‌زیستند].
مورخ یوهانس هیلدشهایم به سنتی اشاره دارد که می‌گوید یکی از این سه مجوسی از شهر تاکسیلا، واقع در مسیر جادۀ ابریشم، عبور کرده است. برخی دیگر گاسپار را با پادشاه گندفر (21 تا 47 میلادی) که در کتاب "اعمال توماس" به او اشاره شده، مرتبط می‌دانند.

## هدیۀ کاسپار به عیسی مسیح

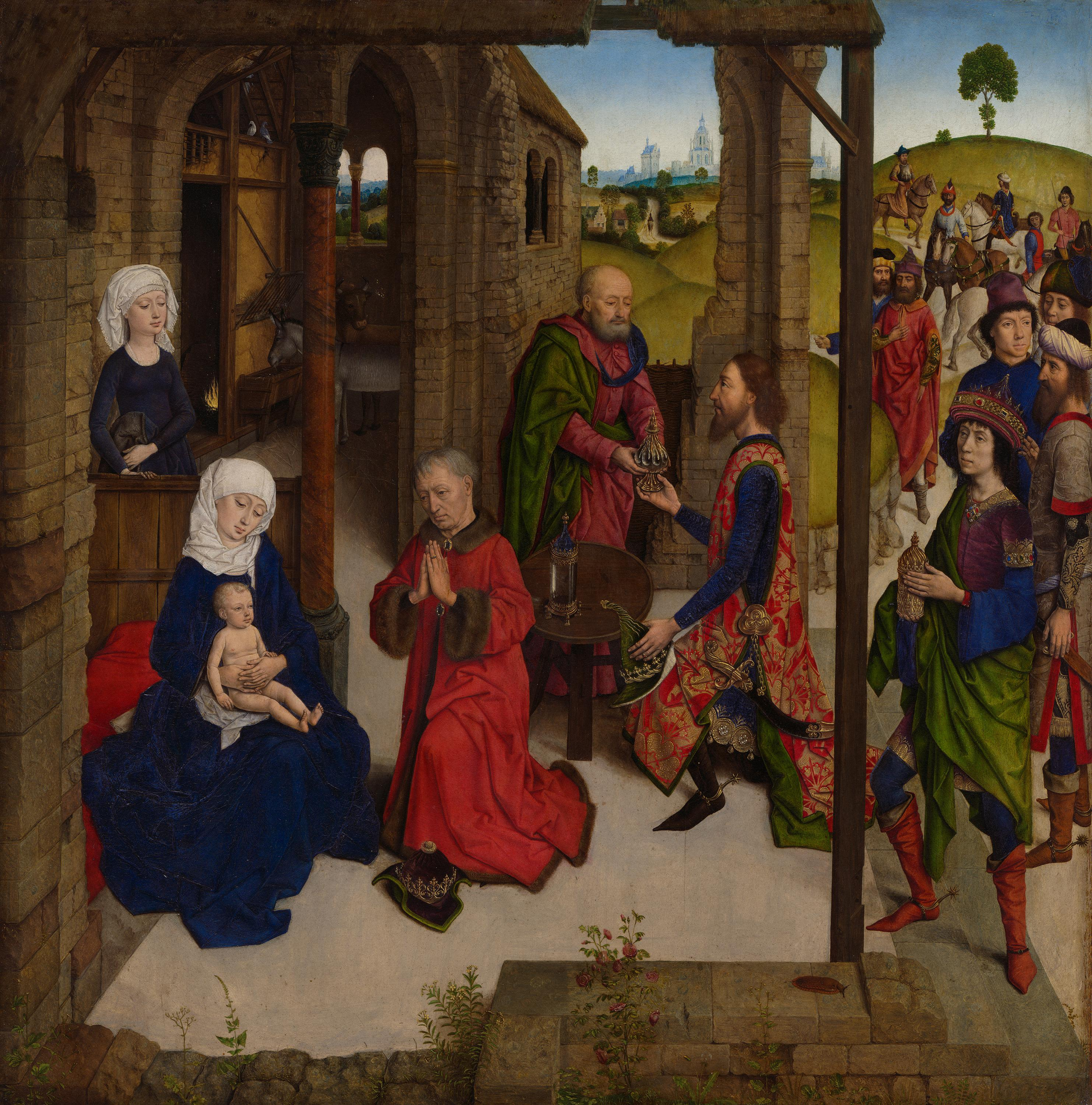
گاسپار در پشت ملکیور که در حال زانو زدن است؛ در نقاشی ملاقات مجوسان با کودک عیسی اثر درک بوتس قرار دارد

در کتاب متی آمده است که سه مغ سه هدیه به عیسی نوزاد تقدیم کردند: طلا، کندر و مُر. این هدایا معانی خاصی دارند:
- طلا نشان‌دهندۀ مقام پادشاهی مسیح است؛
- کندر نشانگر الوهیت اوست؛
- مُر نمادی از ماهیت انسانی او و پیشگویی رنج‌هایش است.

گاسپار معمولاً به عنوان مردی با ریش قرمز ترسیم می‌شود که از نظر سنی بین ملکیور و بالتازار قرار دارد. در بیشتر نقاشی‌ها، او در حال گرفتن کندر از دست یک دستیار در حال برداشتن تاج خود دیده می‌شود، که نشانه‌ای از احترام او  به عیسی نوزاد است.

## مرگ و یادبود
طبق روایات، گاسپار پس از بازگشت به سرزمین خود در 11 ژانویۀ 55 میلادی، در سن 109 سالگی درگذشت. برخی معتقدند که او و دو مغ دیگر به شهادت رسیدند.

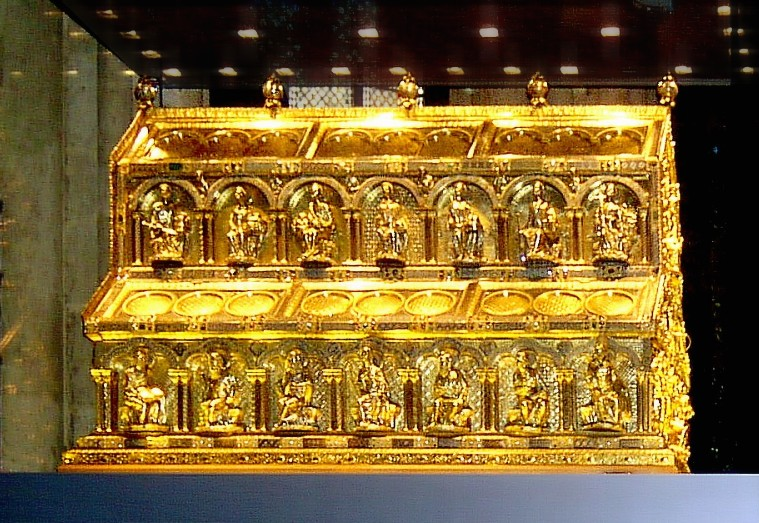
آثار باقی‌مانده از مجوسان که در زیارتگاه سه پادشاه در کلیسای جامع کلن آلمان نگهداری می‌شود

گفته می‌شود که بقایای سه مغ ابتدا در ایران پیدا شد، سپس به قسطنطنیه و بعد به میلان در ایتالیا منتقل شد. سرانجام این بقایا به آلمان برده شد و اکنون در کلیسای جامع کلن نگهداری می‌شود.